# Кирибати на Светском првенству у атлетици на отвореном 2011.
Кирибати су учествовали на 13. Светском првенству у атлетици на отвореном 2011. одржаном у Тегуу (Јужна Кореја) од 27. августа до 4. септембра. Репрезентацију Кирибата представљало је двоје атлетичара 1. мушкарац и 1 жена који су се такмичили у тркама на 100 метара. , 
На овом првенству кирибати нису освојили ниједну медаљу. Постигнут је један лични рекорд и један најбољи резултат сезоне.

## Учесници
| Мушкарци: - Џорџ Пајн — 100 м | Жене: - Каботике Ромери — 100 м |  |

## Резултати

### Мушкарци
| Атлетичар | Дисциплина | Лични рекорд | Квалификације | Квалификације | Група                | Група                | Полуфинале           | Полуфинале           | Финале               | Финале       | Детаљи |
| Атлетичар | Дисциплина | Лични рекорд | Резултат      | Место         | Резултат             | Место                | Резултат             | Место                | Резултат             | Место        | Детаљи |
| --------- | ---------- | ------------ | ------------- | ------------- | -------------------- | -------------------- | -------------------- | -------------------- | -------------------- | ------------ | ------ |
| Џорџ Пајн | 100 м      | 11,28        | 11,34 ЛРС     | 4 гр 1        | Није се квалификовао | Није се квалификовао | Није се квалификовао | Није се квалификовао | Није се квалификовао | 68 / 71 (75) |        |

### Жене
| Атлетичарка     | Дисциплина | Лични рекорд | Квалификације | Квалификације | Група                 | Група                 | Полуфинале            | Полуфинале            | Финале                | Финале       | Детаљи |
| Атлетичарка     | Дисциплина | Лични рекорд | Резултат      | Место         | Резултат              | Место                 | Резултат              | Место                 | Резултат              | Место        | Детаљи |
| --------------- | ---------- | ------------ | ------------- | ------------- | --------------------- | --------------------- | --------------------- | --------------------- | --------------------- | ------------ | ------ |
| Каботике Ромери | 100 м      | 13,80        | 13,71 ЛР      | 7 гр 1        | Није се квалификовала | Није се квалификовала | Није се квалификовала | Није се квалификовала | Није се квалификовала | 67 / 71 (73) |        |